# Supí koruna

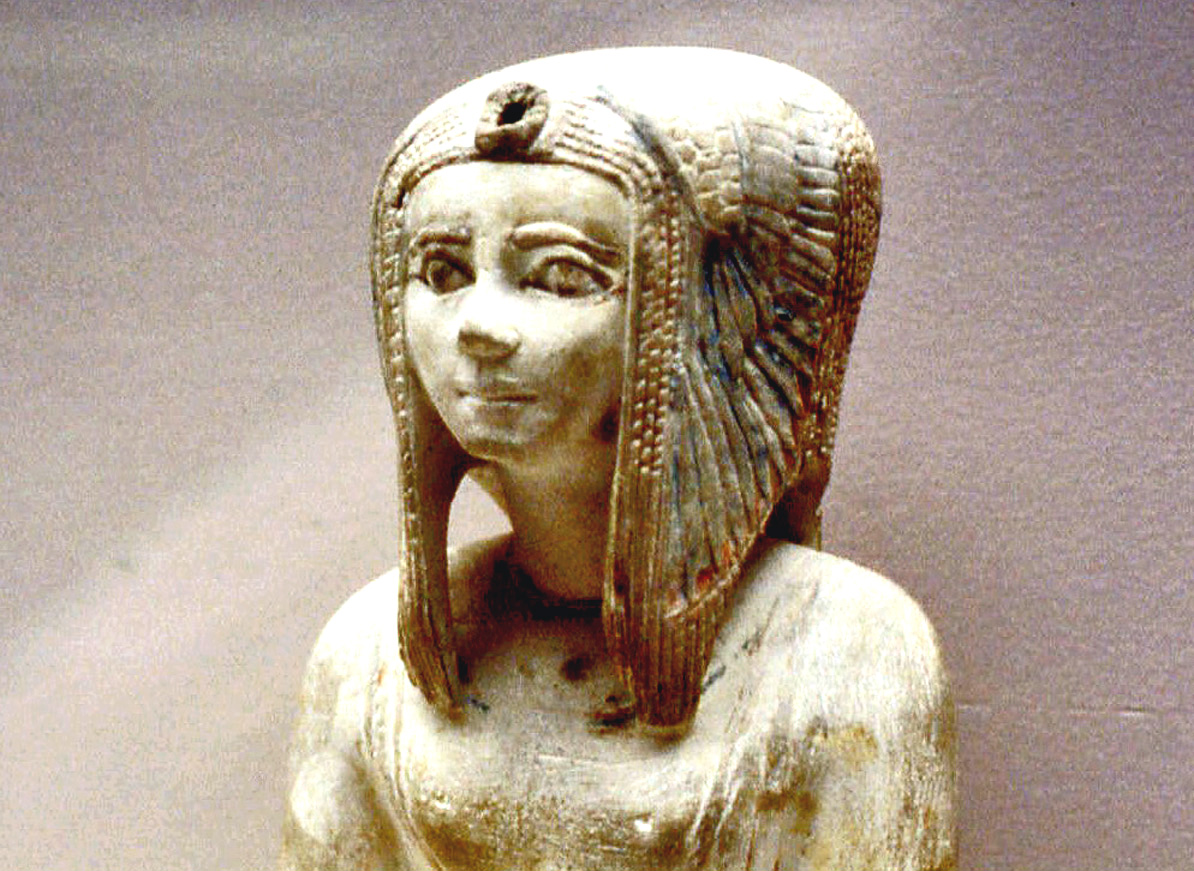
Královna Tetišeri se supí korunou (supí hlava uprostřed čela chybí), detail sochy v Britském muzeu

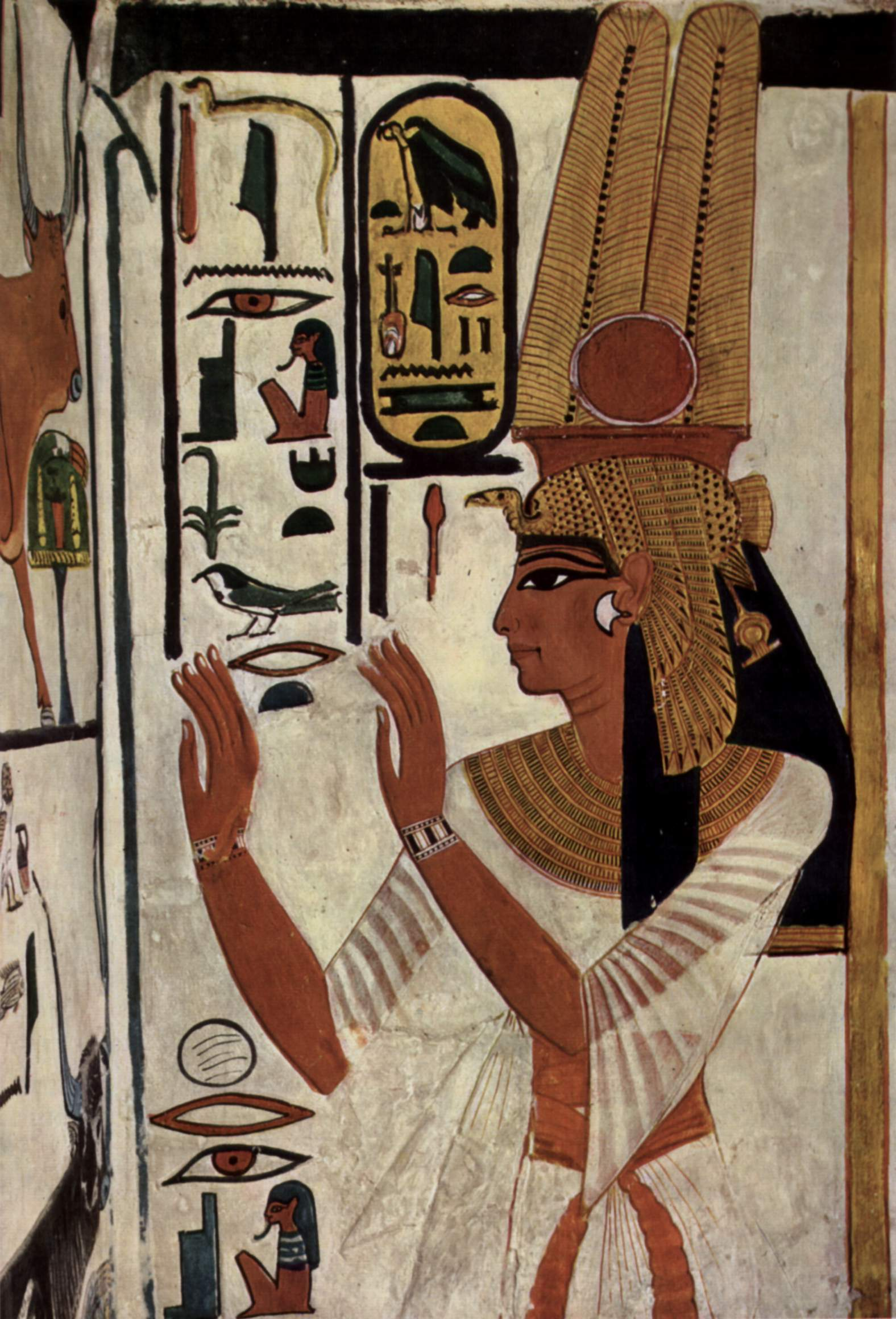
Královna Nefertari se supí korunou, malba v její pohřební komoře

Supí koruna (známa též jako Koruna Nechbet) byl jeden typ staroegyptské ženské koruny, kterou nosívaly velké královské manželky a faraonky, případně vysoce postavené kněžky, zosobňující bohyně.

## Popis
Koruna byla v podobě supice, jejíž roztažená křídla spadala po obou stranách obličeje a jejíž hlava byla nad čelem královny. Peří bylo vykládáno zlatými plíšky. Koruna měla symbolický význam ochrany bohyní Nechbet. Dále tyto koruny mohly být obtočeny tělem kobry, symbolem boha Urea, a na vrcholu doplněny slunečním kotoučem, symbolem boha Re.
Mezi první doložené egyptské královny, které nosily tento typ koruny, patří Tetišeri nebo Ahmose-Nefertari.